# Geiger (månkrater)
För andra betydelser, se Geiger (olika betydelser).
Geiger är en nedslagskrater på månens baksida. Geiger har fått sitt namn efter den tyske fysikern Hans Geiger.
Kratern har en diameter på ungefär 36 km.

## Satellitkratrar
| Geiger | Latitud | Longitud | Diameter |
| ------ | ------- | -------- | -------- |
| K      | 16.0° S | 159.9° Ö | 11 km    |
| L      | 16.3° S | 159.3° Ö | 6 km     |
| R      | 15.7° S | 156.5° Ö | 40 km    |
| Y      | 12.7° S | 158.1° Ö | 29 km    |